# Perconia herpeticaria
Perconia herpeticaria là một loài bướm đêm trong họ Geometridae.